# Magyar Írószövetség
A Magyar Írószövetség, 1989 előtti nevén Magyar Írók Szövetsége a magyar írók 1945-ben alapított szakmai, érdekvédelmi és társadalmi szervezete. Az egyesület tevékenysége szakosztályi szinten zajlik (költői, prózai, drámai, kritikai, ifjúsági, műfordítói stb.), ezenkívül vidéki tagcsoportjaiban is folyik társadalmi munka például Miskolcon, Debrecenben, Szegeden és Szombathelyen.

## Története

### Magyar Írók Szövetsége

#### 1945–1956
A 20. századi magyar irodalmi életet szervező fő egyesületek, érdekvédelmi szervezetek a második világháború lezárultáig az 1932-től 1944-ig fennálló Írók Gazdasági Egyesülete volt. 1945 januárjában a Művészek Szabad Szervezetének egyik tagozataként alakult meg a Magyar Írók Szabad Szervezete. 1945. január 26-án a Szabadság című folyóiratban közzétett felhívásuk szerint a szervezet fő feladatául az eltűnt írók felkutatását, írók számára mentesítő iratok beszerzését, segélycsomagok szétosztását tűzte ki. A társaság vezetője Boross Elemér, az intézőbizottság tagjai Kárpáti Aurél, Fodor József, Bánóczi László, Faust Imre, Pap Miklós és Majoros Imre voltak. Tevékenységük készítette elő a Színpadi Szerzők Egyesületének újjáalakulását, illetve a Magyar Írók Szövetségének megalapítását.
A Magyar Írók Szövetségének első közgyűlésére 1945 júliusában került sor, ez egyben a Magyar Írók Szabad Szervezetének megszűnését is jelentette. A szövetség első elnöke Gergely Sándor, főtitkára Barabás Sándor lett. A megalapítást követő első években valamennyi irodalmi csoportosulás és irányzat követőit egyesítette, tagsága elérte a négyszáz főt. 1949-ben azonban a kommunista egypártrendszer dogmatikus művelődéspolitikai érdekeit képviselő szervezetté lett. A tagok sorából kizárták ugyan a másként gondolkodó irodalmárokat, az írószövetség azonban így is tett néhány erőtlen kísérletet az irodalom felülről való irányítása ellen. 

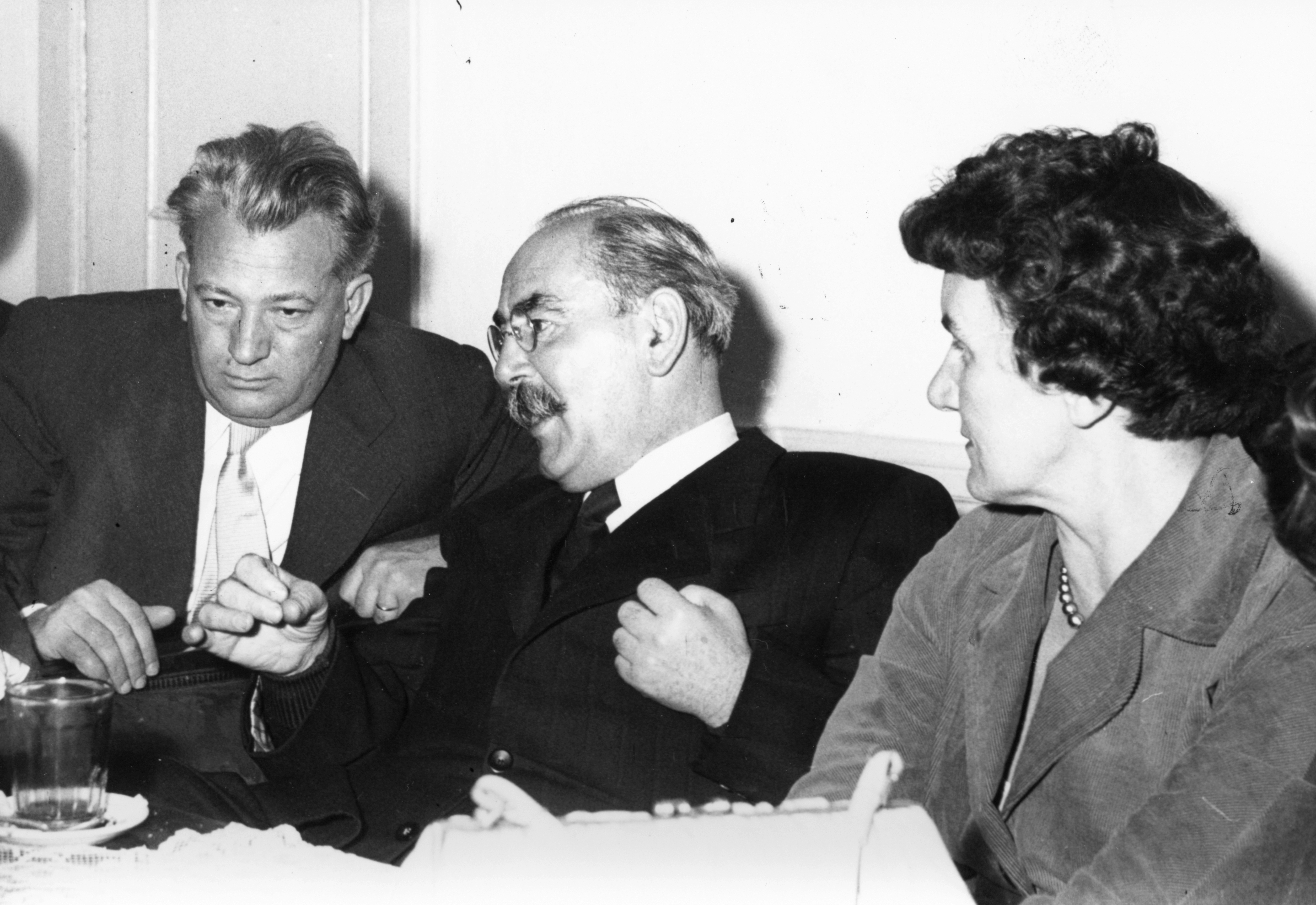
1956. október 13. Az akkor népművelési miniszter Darvas József és Nagy Imre miniszterelnök, jobbra Rajk Lászlóné

A szövetség első kongresszusára 1951 áprilisában került sor, s a delegáltak felemelték szavukat az irodalmi sematizmus ellen, 1953 júniusa után – a Sztálin halála nyomában bekövetkező fordulattal – pedig a szövetség részt vett a Rákosi Mátyás képviselte politika és a személyi kultusz elleni harcban. A szövetség 1947-től 1956-ig megjelent irodalmi és kritikai havilapja, a Csillag, valamint 1950-ben megindított művelődéspolitikai hetilapja, az Irodalmi Újság e politikai küzdelem egyik fórumává vált.
1951-ben a szövetség elnökévé Darvas Józsefet, főtitkárává pedig Kónya Lajost választották. 1953-ban több író is bírálta a párt politikáját, melynek következtében a népművelési miniszter Révai József növelte befolyását a szövetségre. 1954 elejétől Veres Péter lett a szövetség elnöke, 1955-ben pedig létrehozták a szövetség kiadóját, a Magvetőt.

#### 1956
Az 1956 szeptemberében megrendezett közgyűlésükön a megjelentek kiálltak a Nagy Imre nevével fémjelzett reformpolitika támogatása mellett, és az ellenzéki szerepbe kényszerített, haladó szellemű írók előtt ismét megnyitották a taggá válás lehetőségét. A Magyar Írók Szövetsége mindvégig támogatta az októberi forradalmat. A tagok saját forradalmi bizottságot választottak és ellenzéki írókat hívtak az elnökségbe. A forradalom leverését követő, 1956. december 28-án megtartott közgyűlésen hangzott el Tamási Áron Gond és hitvallás című szózata, amelyben Tamási – s rajta keresztül az írószövetség is – hitet tett az októberi forradalom és szabadságharc eszményei mellett. Ennek következményeként a Kádár-kormány 1957 januárjában feloszlatta a szövetséget. (Az egyesület 1956-os szerepvállalásáról bővebben lásd: A Magyar Írók Szövetsége 1956-ban).

#### 1957–1989
A Magyar Írók Szövetségének helyét a pártvonalat követő, kommunista szellemiségű írókból álló Irodalmi Tanács vette át. 1959-ben újjászervezték a Magyar Írók Szövetségét, korábbi társadalmi szerepét azonban nem tölthette be, a korábban rákosista Darvas József vezetésével lényegében a kormányzati művelődéspolitika végrehajtó és ellenőrző szervezetévé vált. Az 1959. június 25-ei újjáalakuló közgyűlésen komoly vita alakult ki, hogy kik lehetnek tagjai a szervezetnek, majd úgy döntöttek: a Magyar Írószövetség legyen kis létszámú, de olyan írókat is fogadjanak be, akik maguk ugyan nem szocialisták, de elfogadják a szocialista célkitűzéseket.
Az írószövetség élére állt több, közművelődési szempontból fontos kezdeményezésnek, például az „Olvasó Népért” mozgalomnak, támogatta a Magyarország Felfedezése című kiadványsorozatot stb. Az írószövetség azonban nem kapta vissza sem kiadóját, sem folyóiratát. A hatvanas évek nem csak a politikában, hanem a kultúrában is a konszolidáció évtizede volt: új írógeneráció lépett színre, enyhült a politikai nyomás, de enyhült az írók politikai ellenállása, kritikája is. A kulturális politika alapelveként  Aczél György vezette be a híres-hírhedt „TTT” módszerét az állampárt mecenatúrájában, amely a párt, érdekei szerint a művészek műveit támogatja, vagy tűri, vagy tiltja.

Hubay Miklós 1982-ben

Az 1970-es évektől, a politikai környezet enyhülésével párhuzamosan nyílt lehetőség arra, hogy az egyesület részlegesen visszaállítsa autonómiáját, és megfogalmazhassa saját véleményét az irodalom és a közélet kérdéseiben. 1981-ben Hubay Miklós hatalmi beavatkozástól mentes, szabad megválasztása jelentette az írószövetség demokratizálásának betetőzését. Az 1981. és 1986. évi közgyűlések már teret engedtek az ellenzéki hangoknak, amit a művelődéspolitika rosszallással fogadott. Ismét felmerült a szervezet feloszlatásának és kormányzati emberekkel feltöltött írószövetség létrehozásának a gondolata. Erre azonban nem került sor. 
…a közgyulés nem választotta újra a vezeto testületekbe a lojális párttagokat. De a többségi retorika így szólt: van a nagyháromság, az irodalom, a nemzet és a politika. Az irodalom a nemzet hangja, ha a politika támogatja, akkor a nemzet virul, ha a politika az irodalom ellen fordul, akkor a nemzet sorvad. Az írótársadalom populistának mondott szárnya, a népiek, magukat tartották a nemzeti öntudat megtestesülésének, a demokratikus ellenzék pedig többpártrendszeru demokráciát akart és polgári szabadságjogokat mindenekelott.
A Magyar Írók Szövetsége az 1980-as évek második felében a politikai átalakulásokhoz vezető közéleti harc egyik szellemi műhelye volt.

### Magyar Írószövetség
1989. évi közgyűlésükön hivatalosan is megváltoztatták nevüket Magyar Írószövetségre és Göncz Árpád író, műfordító lett a szövetség elnöke, a megjelentek már a reménybeli rendszerváltozás utáni feladatok megfogalmazásán dolgoztak. Méray Tibor a magyarországi rendszerváltásra való tekintettel bejelentette az Irodalmi Újság megjelenésének felfüggesztését („fenntartjuk magunknak a jogot, hogy ha a felhők akár a világban, akár Magyarország fölött sűrűsödni kezdenek, akkor akár különszámokkal vagy újbóli megjelenéssel ismét megszólaljon az a hang, amely a magyar függetlenség, a nyugati típusú demokrácia és a szociális igazság hangja volt és marad.”), amely ezt követően meg is szűnt, helyét pedig átvette a Magyar Napló, a Magyar Írószövetség havonta megjelenő irodalmi folyóirata. 1990 óta a szövetség visszatérhetett eredeti, 1945-ös célkitűzéseihez: a közvetlen politikai befolyástól mentesülve a magyar irodalom szakmai és társadalmi érdekszervezeteként működik. 

Kalász Márton költő az 1980-as évek végén

1997-ben, nagyrészt a Magyar Írószövetségből kivált írók részvételével létrejött a Szépírók Társasága. Konrád György író szerint a megalakult szervezet neve „kicsit szecessziós cím, de kifejezi, hogy az idetartozók, mintegy százötvenen, nem kívánják alárendelni az írást sem a nacionalista, sem a szocialista, sem pedig valami vallásos világnézetnek, nem igényelve semmilyen melléknevet az irodalom főnév elé.” Az írók egy csoportja elégedetlen volt a Magyar Írószövetség működésével és azzal a szélsőjobboldal ideológiával, amit a tagjainak egy része hol burkoltan, hol nyilvánosan képviselt. A Magyar Írószövetség az új szervezet megalakulásával kapcsolatban az volt, hogy „egy írótársadalomnál természetes dolog, hogy különféle vonzalmak, ízlésformák, eszmei irányultságok szerint kíván különböző csoportosulásokhoz csatlakozni”. 2004-ben, miután Döbrentei Kornél költő választmányi tag egy a Jobbik és a Rákosmente polgári kör által szervezett tömegtüntetésen elmondott beszédében, több írószövetségi tag által is antiszemita kijelentésnek minősített mondatok hangzottak el, mintegy másfélszázan, szervezetten távoztak az Írószövetségből, és a legtöbbjük a Szépírók Társasága szakmai és érdekvédelmi szövetség tagja lett.
A Magyar Írószövetség nem pártszimpátiák, hanem szakmai kritériumok alapján veszi fel tagjait, lényegét tekintve mára pártokon és politikán kívül álló szakmai szervezet. Tagjai - az alkotmányosság keretein belül - a legkülönbözőbb politikai nézeteket vallják, és tagságuk szempontjából ez közömbös (volt eddig). A 2004. január 11-i tüntetésen résztvevő Döbrentei Kornél költő nem az írószövetség megbízásából mondta el beszédét, ennek megfelelően a nyilvánosság előtt maga viselte annak következményeit, az írószövetség vezetősége ezért nem kívánt viszonyulni ahhoz.
Az ízlésünk, a humorunk, a nyelvhasználatunk más, és nehezen hozható közös nevezőre. Eszembe sem jut antiszemitának tartani az Írószövetség tagjainak zömét, tény azonban, hogy nem mutatta meg magát az a jó érzésű többség, amely az ilyen hangot nem szereti. Ez a hallgatás, a kiállásnak ez az elmaradása többünk számára csalódást keltő volt, amire csak egy válasz látszott lehetségesnek, nem maradni ott, ahol nemkívánatos a jelenlétünk, és becsukni magunk mögött az ajtót, tudomásul véve, hogy más társaság vagyunk, és abban reménykedve, hogy a bent maradók inkább gondolkozni fognak a történteken, mintsem hogy gorombaságokat kiáltsanak utánunk.
A kilépéseket követően a Szépírók Társaságának taglétszáma 300 közelire emelkedett, az Írószövetségé pedig körülbelül 900 főre csökkent az 1050-ről.  2007-ben Kalász Márton leköszönő elnök kijelentette, hogy Magyar Írószövetségnek fel kell vállalnia a nemzeti értékek képviseletét és nyitnia kell a másként gondolkodók felé, ugyanakkor el kell zárkóznia a szélsőségektől.
A Magyar Írószövetség kitüntetett szerepét nem tudhatta megtartani, mert az irodalom és intézményrendszere világában mindenütt túlsúlyra jutott, a szövetségen belül viszont rendre kisebbségben maradó inkább liberális szellemiségű, inkább posztmodern esztétikájú, illetve az esztétikai önelvűséget hangsúlyozó, ráadásul magát sikeresebben menedzselő alkotók kiválása és új szervezetük létrehozása, csak idő kérdése volt.
A Magyar Írószövetségnek Kortárs és Magyar Napló címmel két, havonta megjelenő folyóirata van. Taglétszáma 2000 körül elérte az ezret, s tagságát ekkor mintegy harmadában a kisebbségi és emigráns magyar irodalmárok alkották, fontos szerepet tölt be tehát a határokon túlnyúló magyar irodalmi élet szervezésében.
A Magyar Írószövetség 2017. november 13-i ülésén kezdeményezte, hogy Jókai Mór születésnapján, február 18-án ünnepeljék meg Kárpát-medence-szerte a Magyar Próza Napját. A Magyar Könyvkiadók és Könyvterjesztők Egyesülése (MKKE) azonban azt kezdeményezte, hogy április 14-én, Esterházy Péter író születésnapján legyen megünnepelve a Magyar Próza Napja.  Mivel az MKKE levédette a Magyar Próza Napja nevet, ezért a Magyar Írószövetség  a Magyar Széppróza Napjára keresztelte át február 18-át. Az ünnep neve Gál Sándor felvidéki író javaslatára született meg, indokai szerint a vers és a köznapi beszéd közötti sajátos nyelvi forma a próza túl tág fogalom, míg a széppróza az irodalmi értelemben vett művészi prózára utal.
A Magyar Széppróza Napja ünnepi rendezvénysorozat főszervezője a Magyar Írószövetség, főtámogató az Emberi Erőforrások Minisztériuma. Először 2018-ban ünnepelték a kortárs magyar irodalmárok és az olvasók Jókai Mór születésnapját a Magyar Széppróza Napjaként. A Magyar Írószövetség stratégiai partnerei 2019-ben a Informatikai és Könyvtári Szövetség (IKSZ), a Kárpát-medencei Tehetséggondozó Nonprofit Kft (KMTG), a Lakitelek Népfőiskola, a Magyar Alkotóművészek Országos Egyesülete (MAOE), a Magyar Alkotóművészeti Közhasznú Nonprofit Kft (MANK), a Magyar Művészeti Akadémia (MMA), a Magyar PEN Club, a Nemzeti Színház, a Petőfi Irodalmi Múzeum (PIM).

## Vezetői

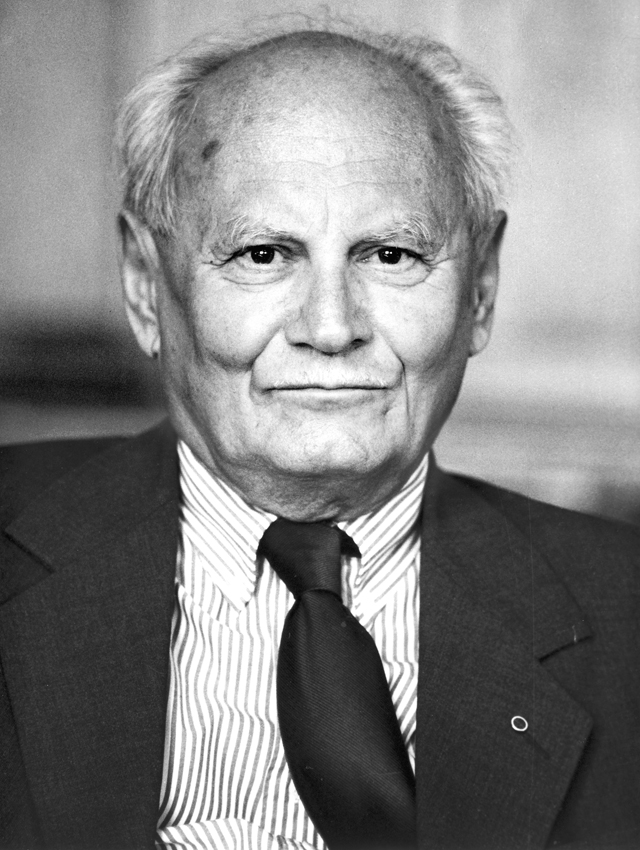
Göncz Árpád
(Szilágyi Lenke felvétele)

Devecseri Gábor
(Balla Demeter felvétele)

### Elnökök
| Időszak                | Név                    |
| Magyar Írók Szövetsége | Magyar Írók Szövetsége |
| ---------------------- | ---------------------- |
| 1945–1951              | Gergely Sándor         |
| 1951–1953              | Darvas József          |
| 1953–1957              | Veres Péter            |
| 1959–1973              | Darvas József          |
| 1973–1981              | Dobozy Imre            |
| 1981–1986              | Hubay Miklós           |
| 1986–1989              | Cseres Tibor           |
| Magyar Írószövetség    |                        |
| 1989–1990              | Göncz Árpád            |
| 1990–1992              | Jókai Anna             |
| 1992–1995              | Tornai József          |
| 1995–2001              | Pomogáts Béla          |
| 2001–2007              | Kalász Márton          |
| 2007–2010              | Vasy Géza              |
| 2010–2019              | Szentmártoni János     |
| 2019–                  | Erős Kinga             |

### Főtitkárok
| Időszak                      | Név               |
| ---------------------------- | ----------------- |
| 1945–1946                    | Boross Elemér     |
| 1946–1949                    | Barabás Tibor     |
| 1949–1951                    | Devecseri Gábor   |
| 1951–1953                    | Kónya Lajos       |
| 1953–1955                    | Erdei Sándor      |
| 1955–1956                    | Tamás Aladár      |
| 1956–1957                    | Erdei Sándor      |
| 1959–1973                    | Dobozy Imre       |
| 1973–1981                    | Garai Gábor       |
| 1981–1986                    | Jovánovics Miklós |
| 1986–1991                    | Koczkás Sándor    |
| 1992-ben a tisztség megszűnt |                   |